# Palavra de segurança

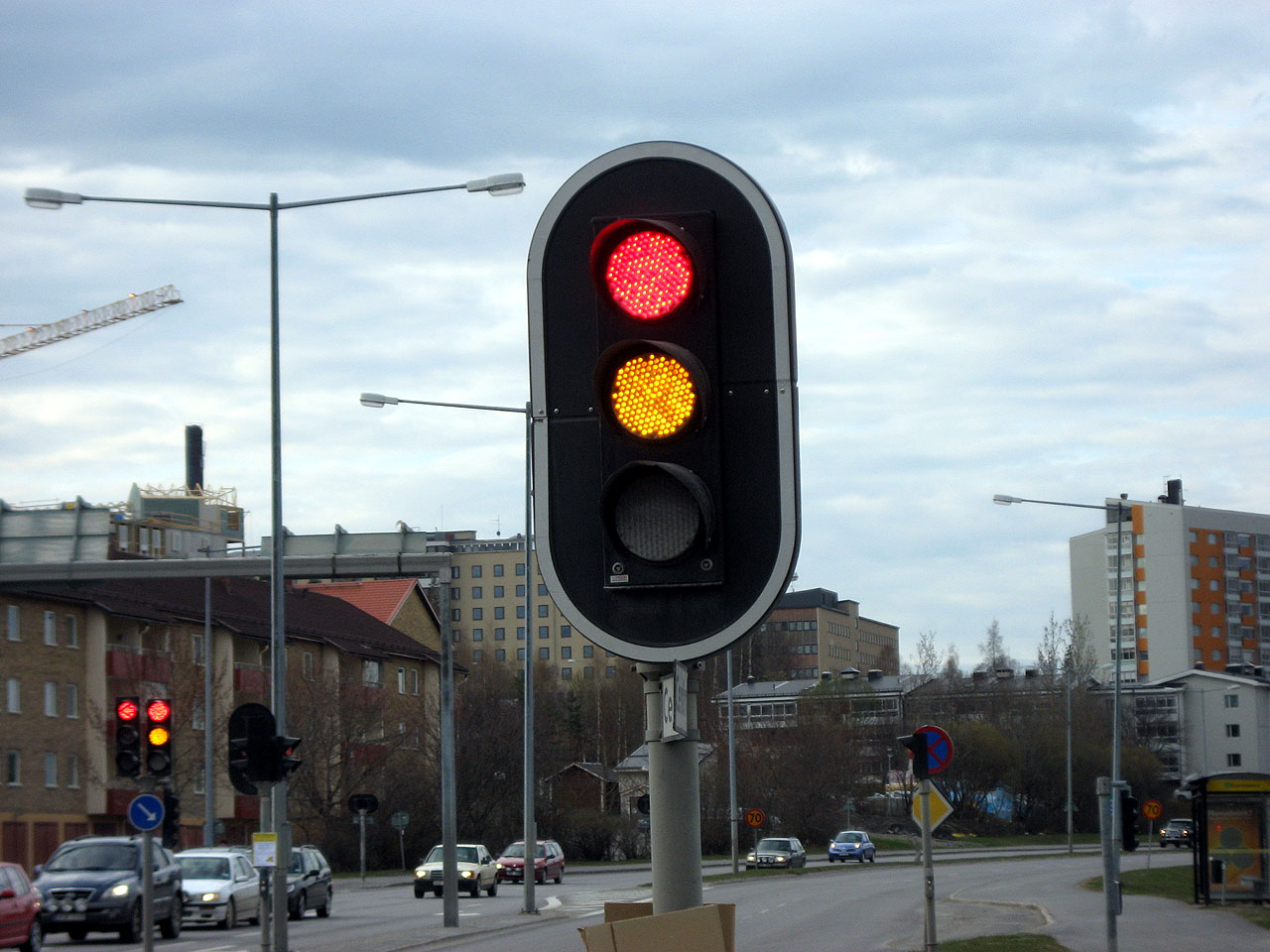
O sistema mais comum usado na comunidade BDSM é o de semáforo, onde verde significa "continue", amarelo "prossiga com cuidado" e vermelho "pare".

Na comunidade BDSM, a palavra de segurança (em inglês, safeword) é um código ou uma série de códigos usados para comunicar o estado físico ou emocional durante a cena, especialmente quando se aproxima ou ultrapassa uma barreira física, emocional ou moral. Caso se utilize mordaças, máscaras ou outros instrumentos que impossibilitem a fala, o sinal de segurança (em inglês, security gesture) é usado. Algumas palavras de segurança servem para parar o ato sexual imediatamente, enquanto outras são usadas para comunicar a vontade de continuar, mas com um nível reduzido de intensidade.

## Métodos
Normalmente, as palavras de segurança são combinadas entre todos os participantes antes do ato, e muitos grupos organizados de BDSM possuem palavras padrão que todos os membros usam para evitar confusão durante os eventos. Palavras como “para” ou “não” não são recomendadas, pois podem "escapar" durante o ato, ou fazer parte de brincadeiras como resistance play, controle de orgasmo ou supersetimulação. O sistema mais comum na comunidade é o de "semáforo", onde "vermelho" significa "pare", "amarelo" ou "âmbar" significa "prossiga com cuidado" e "verde" significa "mais, por favor!" Os sinais de segurança mais usados são o sinal de paz e o sinal de tchau.
Dependendo das práticas envolvidas, alguns casais sentem que não precisam de uma palavra de segurança, já que seu papel é substituido por formas de comunicação usuais. Outra prática menos comum é a abolição completa do consentimento, especialmente em edgeplay e relações de mestre/escravo. Nestes casos, a escolha é consensual e feita pelo submisso. A prática é chamada de não consentimento consensual, e é controversa dentro da comunidade.

## Palavras usadas
De acordo com pesquisa feita pela sex shop Lovehoney, as dez palavras mais usadas como palavra de segurança são vermelho, abacaxi, banana, laranja, pêssego, maçã, baunilha, amarelo e azul. Entre os nomes de personagens e pessoas famosas mais usados, estão Donald Trump, Justin Bieber, Superman, Betty Boop e Sininho. Nomes relacionados com o universo de Harry Potter, como Dobby e Lufa-Lufa, também são comuns.